# ラナ・ラング
ラナ・ラング（英: Lana Lang）は、DCコミックスの出版するアメリカン・コミックス『スーパーマン』に登場する架空の人物。ビル・フィンガーとジョン・サイクラによって創造され、1950年の"Superboy #10"で初登場した。

## 概要
ラナ・ラングはスモールヴィルのクラーク・ケントの隣家に住み、スーパーボーイに想いを寄せる女の子として登場した。虫型の宇宙人を助けた際、お礼に「バイオリング」という様々な昆虫に変身することができる指輪を譲り受け、この指輪を使いリージョン・オブ・スーパーヒーローズと共に活躍する。
1960年代に出版されていた『Superman's Girl Friend, Lois Lane』にもロイス・レーンのライバルとして登場していた。1986年の『マン・オブ・スティール (コミック)』で設定がリブートされて以降は、「クラーク・ケントがスモールヴィルに住んでいた頃の初恋の相手」と位置付けられている。
2016年からラナ・ラングはスーパーウーマンとなり、『Superwoman』のタイトルで個人誌が刊行された。

## 書誌情報
| タイトル                                 | 収録内容          | 刊行日     | ISBN           |
| ---------------------------------------- | ----------------- | ---------- | -------------- |
| Superwoman Vol.1: Who Killed Superwoman? | Superwoman #1-7   | 2017年5月  | 978-1401267803 |
| Superwoman Vol.2: Rediscovery            | Superwoman #8-13  | 2017年12月 | 978-1401274733 |
| Superwoman Vol.3: The Midnight Hour      | Superwoman #13-18 | 2018年5月  | 978-1401278526 |

## 他のメディア

### 映画
スーパーマン (1978年の映画) (1978年)
演 - ダイアン・シェリー
スーパーマンIII/電子の要塞 (1983年)
演 - アネット・オトゥール
マン・オブ・スティール (2013年)
演 - ジェイディン・グールド
バットマン vs スーパーマン ジャスティスの誕生 (2016年)
演 - エミリー・ピーターソン

### ドラマ
スーパーボーイ (1988年-1992年)
演 - ステイシー・ハイダック
LOIS&CLARK/新スーパーマン (1993年-1997年)
演 - エミリー・プロクター
ヤング・スーパーマン (2001年-2011年)
演 -クリスティン・クルック

### アニメ
スーパーマン (1988年のアニメ) (1988年)
声 - ルシー・テイラー
スーパーマン (アニメ) (1996年-2000年)
声 - ジョエリー・フィッシャー
ジャスティス・リーグ (アニメ) (2001年-2004年)
第45話「消えた英雄 PART 1 (原題：Hereafter)」でカメオ出演。
バットマン:ブレイブ&ボールド (2009年-2011年)
第57話「Battle of the Superheroes!」でカメオ出演。
バットマン:ダークナイト・リターンズ (2012年)
声 - パジェット・ブリュースター